# Haplopelma albostriatum
Haplopelma albostriatum (ook wel Thaise zebraspin genoemd) is een spin uit de familie vogelspinnen (Theraphosidae). De spin komt voor in Thailand en wordt in Cambodja als delicatesse beschouwd en voor consumptie gevangen.